# ران كوماند

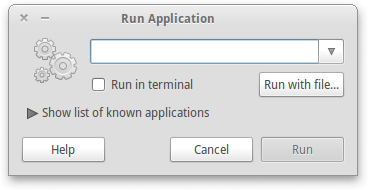
أمر Run ... مربع الحوار في GNOME.

ران كوماند (بالإنجليزية: Run Command)‏ هي إحدى خصائص نظام التشغيل وندوز، التي يمكن أن تُستَعملَ لفَتْح العديد مِنْ البرامجِ المختلفةِ. هي ببساطة وصلة مستعملِ لوظيفةِ ShellExecute. البرامج الجديدة مُرَكَّبة تُضيفُ أوامرَ ShellExecute في أغلب الأحيان.
يتم استخدام رن كوماند في نظام تشغيل مثل مايكروسوفت ويندوز والأنظمة الشبيهة بـ يونكس لفتح تطبيق أو مستند يُعرف مساره مباشرةً.

## ملخص
يعمل الأمر بشكل أو بآخر مثل واجهة سطر أوامر أحادية السطر. في واجهة جنوم (مشتق شبيه UNIX)، يتم استخدام أمر التشغيل لتشغيل التطبيقات عبر أوامر المحطة. يمكن الوصول إليه بالضغط على Alt+F2. كدي (مشتق يشبه UNIX) له وظيفة مشابهة تسمى KRunner. يمكن الوصول إليه عبر روابط المفاتيح نفسها.
يشتمل غلاف مولتكس على أمر run لتشغيل أمر في بيئة معزولة. تضمن معالج الأوامر DEC TOPS-10 و TOPS-20 أمر RUN لتشغيل البرامج القابلة للتنفيذ.
في لغة البرمجة بيسيك، يتم استخدام RUN لبدء تنفيذ البرنامج من الوضع المباشر، أو لبدء برنامج تراكب من برنامج محمل.

## كيفية الدخول
بدءًا من نظام التشغيل Windows 95، يمكن الوصول إلى الأمر "Run" من خلال قائمة ابدأ وأيضًا من خلال مفتاح الاختصار ⊞ Win+R على الرغم من أن الأمر "Run" لا يزال موجودًا في نظام التشغيل Windows Vista والإصدارات الأحدث، إلا أنه لم يعد يظهر مباشرةً في قائمة «ابدأ» افتراضيًا، لصالح مربع البحث الجديد واختصار الأمر "Run" في القائمة الفرعية لنظام ويندوز.
يتم تشغيل الأمر Run في بيئة سطح مكتب GNOME وKDE بالضغط على Alt+F2.

## الاستخدامات
تشمل الاستخدامات إحضار صفحات الويب؛ على سبيل المثال، إذا كان على المستخدم إحضار أمر التشغيل وكتابة http://www.example.com/، متصفح الويب الافتراضي للمستخدم سيفتح تلك الصفحة. هذا لا يسمح للمستخدم بتشغيل بروتوكول http فقط، ولكن أيضًا جميع مخططات URI المسجلة في نظام التشغيل والتطبيقات المرتبطة بها، مثل mailto و file.
في GNOME وKDE، يعمل رن كوماند كموقع حيث يمكن تنفيذ التطبيقات والأوامر.